# Де Риманози, Жан
Жан де Риманози́ (фр. Jean de Rimanoczy, собственно Янош Риманоци, венг. Rimanóczy János; 4 февраля 1904, Вена — 2 марта 1958, Лос-Анджелес) — канадский скрипач венгерского происхождения.

## Биография
Родился в семье потомственных архитекторов, занимавшихся застройкой города Надьварад в Трансильвании; внук Кальмана Риманоци-старшего. Сын Арпада Риманоци (1867—1925), военного инженера-строителя, и его жены Зофьи, дочери скульптора Юлиана Марковского.
Окончил Будапештскую академию музыки, где учился у Енё Хубаи, Золтана Кодаи, Белы Бартока и Лео Вейнера. 
В 1925 году покинул Европу, первоначально оказался в США и в течение нескольких месяцев играл в Миннеаполисском симфоническом оркестре. В 1926—1927 гг. преподавал в музыкальной школе в Дулуте.
С 1927 г. в Канаде, сначала жил и работал в Виннипеге, где его учеником был Джордж Борнофф. В 1928—1933 гг. играл в Симфоническом оркестре Калгари. В 1934—1943 гг. в Ванкувере: концертмейстер Ванкуверского симфонического оркестра, первая скрипка струнного квартета, созданного Аллардом де Риддером. Преподавал частным образом, среди его ванкуверских учеников Грегори Миллар. 
В 1944—1951 гг. работал в Сиэтле, первоначально как концертмейстер Сиэтлского симфонического оркестра при дирижёре Томасе Бичеме. Одновременно преподавал в музыкальной школе Нелли Корниш, с 1949 г. заведовал скрипичным отделением. 
В 1951—1956 гг. снова в Ванкувере, концертмейстер и помощник дирижёра в Ванкуверском симфоническом оркестре, руководил также струнным квартетом. На протяжении всей карьеры активно участвовал в различных телерадиопроектах, в 1955 г. провёл на Канадском телевидении цикл из семи телепередач, посвящённый истории классической музыки и музыкальных инструментов.